# PRX-00023
PRX-00023 je lek iz fenilpiperazinske klase koji je razvijala kompanija EPIX Farmaceutikals za lečenje generalizovanog anksiznog poremećaja i kliničke depresije. On je bio dobro tolerisan u kliničkim ispitivanjima, ali je nije bio uspešan u dostizanju značajne remisije i stoga je razvoj prekinut.
PRX-00023 deluje kao selektivni ligand  receptora i agonist σ receptora. Originalno se smatralo da on ima znatnu efikasnost kao agonist  receptora. Kasnije studije su utvrdile da poseduje veoma nisku efikasnost (6-7% relativno na ) i da se ponaša više kao antagonist, što je verovatan uzrok njegovog neuspeha kao antidepresiv/anksiolitik u kliničkim ispitivanjima.

## Literatura
|  | Molimo Vas, obratite pažnju na važno upozorenje u vezi sa temama iz oblasti medicine (zdravlja). |